# Wii Music
Wii Music est un jeu vidéo de rythme, édité et développé par Nintendo, sorti sur Wii le 16 octobre 2008 au Japon, le 20 octobre 2008 aux États-Unis, le 13 novembre 2008 en Australie et le 14 novembre 2008 en Europe.
Lors du Micromania Game Show 08, un salon de jeux vidéo, on a pu découvrir les nombreux instruments (plus de 60) qui sont disponibles dans le jeu : du violon à la guitare en passant par le piano. Un mode batterie présent dans le jeu permet de se familiariser, à l'aide de leçons, au maniement de cet instrument (seuls les possesseur de la Wii Balance Board pourront accéder à ce mode).
Le jeu permet de rejouer un morceau de la playlist en modifiant son style. Il y a plus d'une quinzaine de style différents : du reggae au rock en passant par la musique japonaise et le jazz.
Le jeu a fait une apparition à l'E3 2008, lors d'une démonstration se déroulant pendant la conférence de Nintendo.

## Les musiques et les styles de musique
Dans Wii Music, il est possible de sélectionner des styles de musique comme le rock, la musique pop, les fanfare, le jazz, la musique classique, la musique hawaïenne, le reggae, de la musique latine, le tango, la musique japonaise et la musique électronique.
Wii Orchestra (Chef Mii dans la version française du jeu) - La liste des cinq musiques jouables dans ce mode est :
- Carmen
- The Legend of Zelda Theme
- Ah ! vous dirai-je, maman Theme
- Les Quatre Saisons - Le Printemps (Vivaldi) Classique
- L'Hymne à la Joie (Beethoven) Classique
- Bzz, Bzz, Bzz

Liste des titres de Wii Music :
1. Ah ! vous dirai-je, maman / Theme
2. American Patrol / F. W. Meacham
3. Animal Crossing / Theme
4. Animal Crossing's Kéké Blues / K. K. Slider
5. Marche nuptiale / Richard Wagner
6. Chariots of Fire / Vangelis (du film Les Chariots de feu)
7. Daydream Believer / The Monkees
8. Do-Ré-Mi / Rodgers et Hammerstein (du film La Mélodie du bonheur)
9. Une petite musique de nuit / Mozart
10. Every Breath You Take / Police
11. F-Zero (Mute City) / Theme
12. I'll Be There / The Jackson Five
13. I've Never Been to Me / Charlene
14. Jingle Bell Rock / Bobby Helms
15. Joyeux Anniversaire / Theme
16. La bamba / Chanson mexicaine
17. La cucaracha / Chanson espagnole
18. Le Beau Danube bleu / Johann Strauss II
19. Le Lac des cygnes / Tchaikovsky
20. The Legend of Zelda / Thème
21. Material Girl / Madonna
22. Menuet en Sol majeur / Bach-Petzold
23. Mon beau sapin / Thème
24. My Grandfather's Clock / Chanson bluegrass de Henry Clay Work
25. Oh My Darling, Clementine / Balade Folk américaine
26. Over the Waves / Juventino Rosas
27. Carmen / ouverture
28. Please Mr. Postman / The Marvelettes
29. Sakura sakura / Chanson du folklore japonais
30. Scarborough Fair / Balade anglaise
31. September / Earth, Wind and Fire
32. Sukiyaki / Kyū Sakamoto
33. Super Mario Bros. / Theme
34. Sur le pont d'Avignon / Theme
35. Symphonie du nouveau monde  / Antonín Dvořák
36. Ode à la joie / Beethoven
37. The Entertainer / Scott Joplin
38. The Flea Waltz / Theme
39. The Loco-Motion / Little Eva
40. La Troïka / Chanson du folklore russe
41. Turkey in the Straw / Chanson du folklore américain
42. Frère Jacques / Berceuse anglaise
43. Wake Me Up Before You Go-Go / Wham!
44. Wii Music / Theme
45. Wii Sports / Theme
46. Woman / John Lennon
47. Yankee Doodle / Chanson patriotique américaine
48. Hänschen klein / Chanson traditionnelle allemand
49. Desde Santurce a Bilbao / Chanson populaire espagnol
50. Long, Long Ago / chanson traditionnelle américain

## Les scènes
Après avoir sélectionné les titres de musique, vous pouvez procurer des scènes comme : la scène électro, la montagne sonore, la salle de concerts, le gâteau d'anniversaire, une bord de mer, une tour de l'harmonie, le voyage cosmique, l'auditorium, la place du parc et la salle de musique.

## Les instruments
La liste des 66 instruments :
1. Piano
2. Astropiano
3. Mini Piano
4. Clavecin
5. Harpe
6. Dulcimer
7. Marimba
8. Vibraphone
9. Tambours Métalliques
10. Cloches
11. Tenue de Chien
12. Tenue de Chat
13. Timbales d'Orchestre
14. Rappeur
15. Guitare acoustique
16. Ukulélé
17. Guitare électrique
18. Astroguitare
19. Banjo
20. Sitar
21. Shamisen
22. Guimbarde
23. Basse
24. Contrebasse
25. Astrobasse
26. Trompette
27. Astrocor
28. Saxophone
29. Clarinette
30. Flûte à bec
31. Accordéon
32. Cornemuse
33. Cor NES
34. Chanteur
35. Tuba
36. Flûte
37. Harmonica
38. Violon
39. Violoncelle
40. Batterie
41. Batterie Rock
42. Batterie Jazz
43. Batterie Latino
44. Batterie Reggae
45. Batterie Ballade
46. Astrobatterie
47. Caisse claire
48. Grosse caisse
49. Taiko
50. Congas
51. Astrocongas
52. Djembé
53. Timbales
54. Maracas
55. Tambourin
56. Grelot
57. Castagnettes
58. Clarine
59. Bruits de Mains
60. Beatbox
61. Ceinture Noire
62. Animateur
63. Güiro
64. Cuíca
65. Sifflet
66. DJ

## Critiques
Wii Music reçut un accueil mitigé de la presse vidéo-ludique, amplifié par le fait que le jeu vient de Shigeru Miyamoto, une personnalité possédant une assez grande notoriété.
Sa moyenne sur GameRankings est de 63,70 %.

## Ventes
Au 18 août 2009, Wii Music s'est écoulé à 2,58 millions d'exemplaires dans le monde.